# Sexenni de Morella

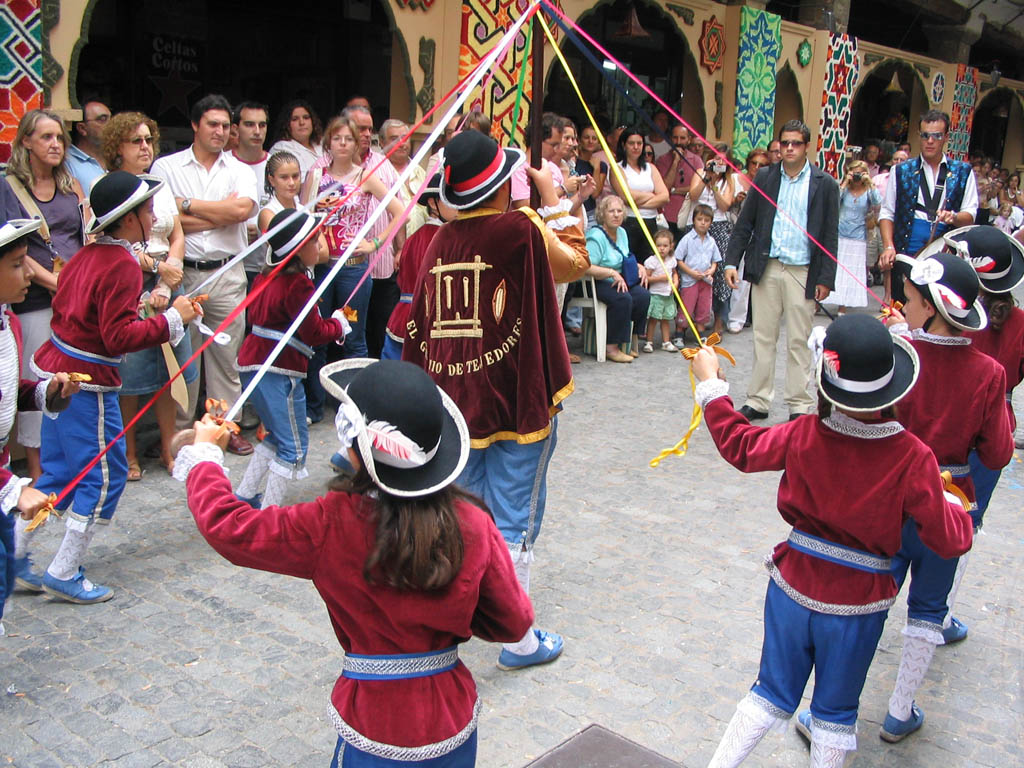
Dansa dels Teixidors. LII Sexenni (2006).

El Sexenni és una festa que se celebra a Morella (els Ports, País Valencià) en honor de la Mare de Déu de Vallivana. Aquesta festa té lloc cada sis anys la darrera quinzena d'agost.
Des del 8 de maig de 2012, per resolució de la Secretaria d'Estat de Turisme, a l'Anunci i el Sexenni se'ls concedeix el títol de Festes d'interés Turístic Nacional.

## Origen
L'origen se situa al segle xvii, en temps d'epidèmies. Després de ser sacsejats per una pesta en els anys 1648 a 1650, la pesta de 1672 que assolava el municipi i les contrades va decidir a un grup de notables de la vila a fer una rogativa, amb trenta germans vestits de penitència, fins a l'ermita de la Mare de Déu de la Vallivana, i el prior proposà portar la imatge de l'ermitori fins a la ciutat. El 31 de desembre d'aquell mateix any és passejada la imatge de la Verge i compta la llegenda que els malalts van recuperar la salut, fins al punt que l'epidèmia va remetre per complet.
En agraïment al miracle, els morellans en general, i concretament els camperols, el justicia, jurats i Consell de Morella, van fer solemnes festes i decidiren, segons acord de 14 de febrer de 1673, celebrar perpètuament cada 6 anys un novenari en acció de gràcies a la Mare de Déu de Vallivana i que les festes es farien pel maig. És des d'aquest moment que el Sexenni se celebra quasi de manera ininterrompuda. Nogensmenys s'han celebrat 53 edicions des de llavors.
En l'acord del Consell de 28 de gener de 1678 la Vila va demanar que la celebració del primer Sexenni es traslladés a l'agost, però el clergat no ho acceptà i la van celebrar al maig, tot i que el Consell no hi va assistir i celebrà la festivitat, per la seva part, a l'agost. El segon Sexenni se celebrà amb normalitat a l'agost.

## Cronologia
| 1678. Sexenni I 1684. Sexenni II 1690. Sexenni III 1696. Sexenni IV 1702. Sexenni V 1708. No celebrat per la Guerra de Successió i per l'acord pres el 1702 de celebrar la festa cada 12 anys 1714. No celebrat per la Guerra de Successió. 1720. No celebrat per l'acord de 1702. 1726. Sexenni VI 1732. Sexenni VII 1738. Sexenni VIII 1744. Sexenni IX 1750. Sexenni X 1756. Sexenni XI 1762. Sexenni XII 1768. Sexenni XIII 1774. Sexenni XIV 1780. Sexenni XV 1786. Sexenni XVI | 1792. Sexenni XVII 1798. Sexenni XVIII 1804. Sexenni XIX 1810. No celebrat per la Guerra del Francès 1814. Sexenni XX 1820. Sexenni XXI 1826. Sexenni XXII 1832. Sexenni XXIII 1838. Sexenni XXIV 1844. Sexenni XXV 1850. Sexenni XXVI 1856. Sexenni XXVII 1862. Sexenni XXVIII 1868. Sexenni XXIX 1870. Sexenni XXX 1880. Sexenni XXXI 1886. Sexenni XXXII 1892. Sexenni XXXIII 1898. Sexenni XXXIV 1904. Sexenni XXXV 1910. Sexenni XXXVI | 1916. Sexenni XXXVII 1922. Sexenni XXXVIII 1928. Sexenni XXXIX 1934. Sexenni XL 1940. Sexenni XLI 1946. Sexenni XLII 1952. Sexenni XLIII 1958. Sexenni XLIV 1964. Sexenni XLV 1970. Sexenni XLVI 1976. Sexenni XLVII 1982. Sexenni XLVIII 1988. Sexenni XLIX 1994. Sexenni L 2000. Sexenni LI 2006. Sexenni LII 2012. Sexenni LIII 2018. Sexenni LIV |

## Actes

### L'Anunci
L'any anterior a la festa, se celebra «l'Anunci» que recorda als morellans que el Sexenni està prop. Des de 1903, manté una estructura similar; durant els tres primers diumenges d'agost, es planten en barraques de fusta en els carrers, uns ninots (ninots que representen caricatures humanes), després, al quart diumenge, se celebra missa major, un pregó amb desfilada de carrosses decorades amb paper arrissat i, de nit, es resa un rosari a l'església.
L'Anunci té lloc a l'església, però després adquireix un to festiu, en el qual els integrants del Pregó i els espectadors es barregen amb una batalla de confeti i serpentines.

### El Sexenni
El Sexenni pren com a referència el quart diumenge d'agost de l'any sexennal, darrerament avançat al tercer diumenge perquè puguen assistir tots el morellans. Aquest és el primer dia del novenari, sobre el qual es configura tot el calendari festiu, on els dies anteriors són de preparació i arribada de la Verge a Morella.
- Entrada de les Colònies. El dijous es fan discursos de salutació i recepció als morellans que viuen fora.
- Rogativa. El divendres s'organitza la comitiva que traslladarà la imatge de la Verge a Morella. De la vila al santuari es va en romeria. La processó està composta pels romers, precedits per la bandera de la Creu i presidits pels representants de l'església, autoritats civils i Alets (electes) de les Denes. El dissabte, a les 7 del matí torna la comitiva que porta la Mare de Déu dins d'una urna. Per la vesprada arriba a l'Hostal Nou, on es resa el rosari. A les 8 de la vesprada, la Comitiva dels Romers fa la seua entrada pel Pla dels Estudis, al so de l'himne de Morella. Rep un discurs de benvinguda quan és pujada a la peanya principal i una comitiva formada per l'ordre de la processó general, autoritats i romers arriba amb la Verge fins a l'església Arxiprestal, on es canta la Salve al so de l'Orgue de Torull, rebent prèviament el discurs del representant del Clero. Després es fa l'adoració popular de la imatge de la Verge.[8]
- Plantada dels carrers. Des del migdia del divendres i fins ben entrada la nit els carrers són decorats.
- Cavalcada de la Joventut. El dissabte, abans de ser presentada la Verge als morellans i mentre s'acaben els preparatius per a la festa, el degà d'Estudiants porta la Senyera de la Ciutat acompanyat per la banda de música.

- El novenari es distribueix per estaments professionals o gremis. Tots els dies comencen amb una diana, celebració de missa cantada amb predicador, i el Retaule, desfilada de lluïment on surten el màxim d'elements del Sexenni de tots els gremis i totes les danses. Després cada gremi commemora la seua festa amb celebracions diverses.[9]

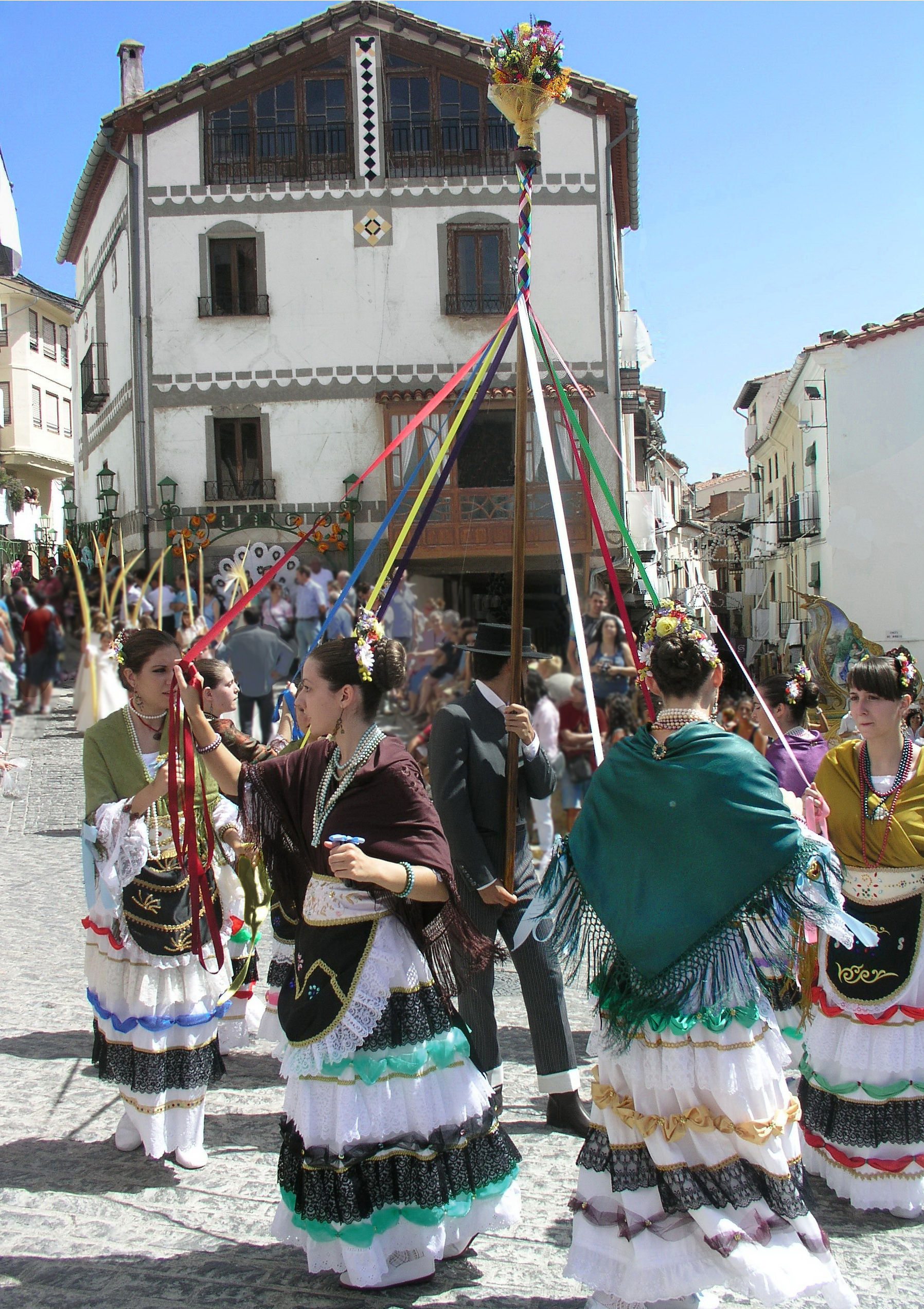
Dansa de les Gitanetes. LIII Sexenni (2012)

- - Gremi del Clero, Ajuntament i Cambrera de la Verge (Primer dia, diumenge). Antigament, aquests tres estaments socials comptaven amb un major protagonisme, però l'evolució ha donat pas a un major pes de l'autoritat civil. Celebren les salutacions poètiques i la processó general.
  - Gremi de la Gent Gran (Segon dia). Gremi de nova creació que substitueix a la noblesa. Els actes característics són la dansa de la Corroquina i el Solemne Rosari de torxes (peculiar processó general amb fanals, ciris, torxes amb cants ancestrals).
  - Gremi dels Llauradors (Tercer dia). És el gremi més antic.

- - Gremi de la Colònia Morellanocatalana (Quart dia). Dia organitzat pels morellans que emigraren a Catalunya al segle passat per buscar feina a la indústria tèxtil. Acaba de complir el 100 aniversari i en el seu dia es programen actuacions de castellers o altes elements folklòrics típics catalans.
  - Gremi dels Morellans Absents (Cinqué dia). Dia a càrrec dels morellans residents a altres parts de la península. Més antic que l'anterior colònia. Inicialment celebraven la festa conjuntament, fins que la catalana va assumir entitat pròpia. El seu dia es caracteritza per una ofrena de flors des de Sant Miquel fins a l'església.
  - Gremi de Professions, Indústria i Transports (Sisé dia). L'element característic d'aquest gremi és el Carro Triomfant.
  - Gremi del Comerç (Seté dia). Aquest gremi aporta a la processó i als retaules sexennals el quadre de reines, format per les heroïnes bíbliques.
  - Gremi d'Arts i Oficis (Vuité dia). Festa a càrrec dels treballadors d'oficis de la tradició tèxtil de Morella i altres arts i oficis manuals. Es funda el 1891 i abandera dues danses.
  - Gremi de la Joventut (Nové dia). La seua dansa, Les Gitanetes, representa al barri de Soldevila, que apareixia antigament a l'Anunci, el dia de l'entrada de la brosta i als retaules. Es va recuperar per a la celebració del 50 Sexenni.

- Tornada de la Verge a la Vallivana.[9]
  - Processó de la visita als malalts. El tercer diumenge d'octubre es treu la Verge en processó i es porta a les cases de les persones que no han pogut anar a l'església.
  - Processó de tornada de la Verge al seu santuari. El dissabte abans del quart diumenge d'octubre.

## Elements característics

### La processó general
És l'element central de la festa on participen els diferents gremis de la vila, amb les seves imatges i personatges bíblics i en el final, desfilen la bandera de Vallivana, els Alets, els gremis de segon ordre i la creu de la Basílica. Durant la processó, es llegeixen les Relacions o versos dedicats a la Verge, dintre d'un artefacte conegut com la Taronja, similar a la Magrana d'Elx, que s'obre en quatre grillons quan passa la Patrona. Quan es descobreix, apareix un nen petit vestit de Sant Miquel que li canta uns versos.

### Danses

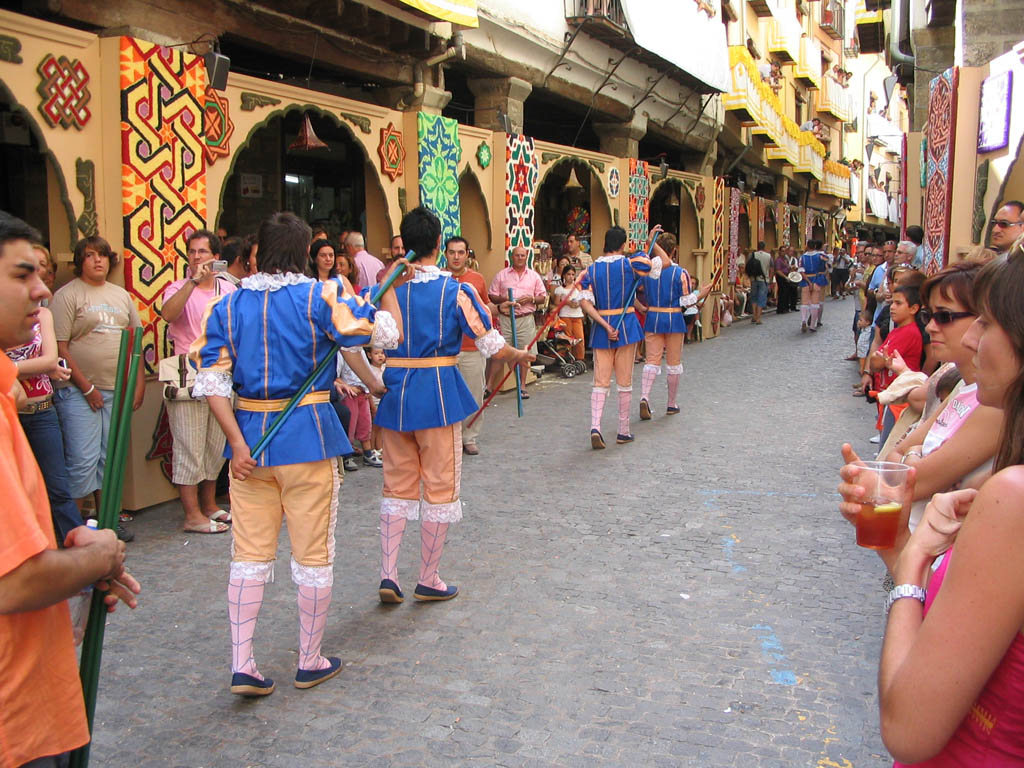
Els Torneros. LII Sexenni (2006)

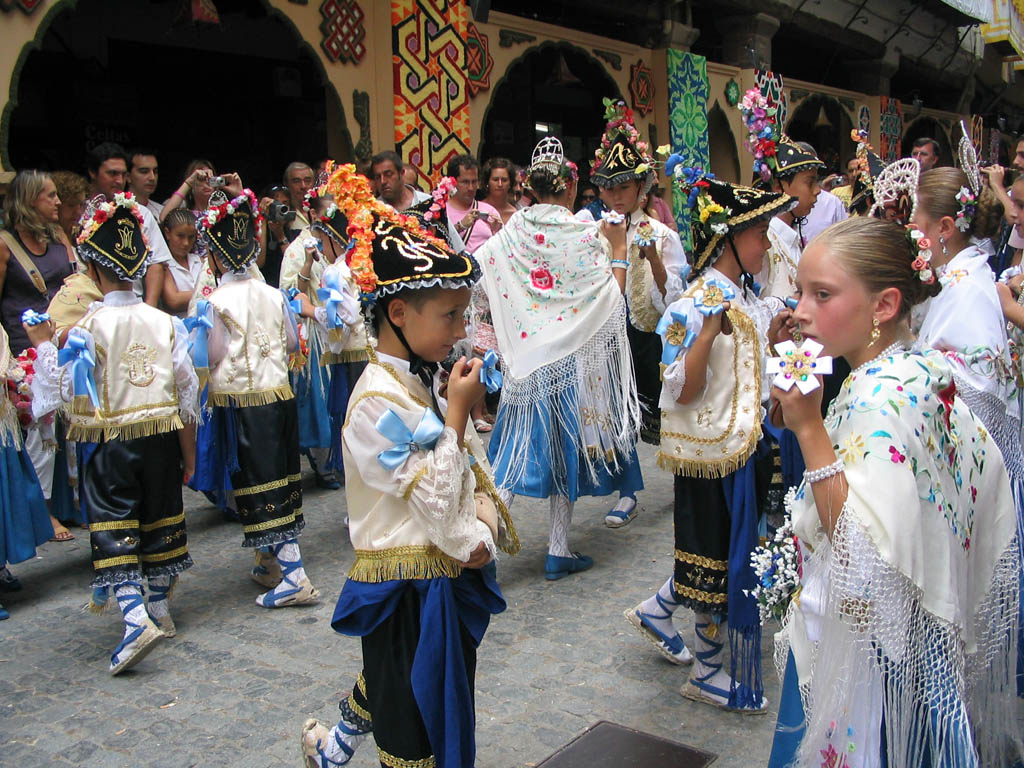
Dansa dels Llauradors. LII Sexenni (2006)

Aquests són els balls o danses que es representen a la Processó general per cada un dels gremis. Totes les danses s'interpreten amb dolçaina i tabal, excepte en la Corroquina, que es treu rondalla i cantants. El ritme de totes les danses de dolçaina i tabal, excepte unes variacions mínimes, és sempre el mateix. Llevat de la Corroquina i els Torneros, els passos de les altres danses són iguals.
- Torneros. Representa l'Ajuntament.

Són 9 xics joves, un davant marcant el pas anomenat “àngel”, i els altres vuit, els “balladors”, en filera, que vesteixen una casaca blava amb cintes verticals més clares, tancada amb cinturó de color salmó, pantalons ajustat fins al genoll de color salmó clar, calces rosa (abans franges horitzontals rosa, blanc i blau) i espardenyes blaves. L'àngel porta pantalons i casaca verd fosc i una capa curta de color crema.
- Arts i oficis. Representa el gremi d'Arts i Oficis.

Son vuit xiquets, col·locats en dues files que vesteixen casaca groga amb perfilats blaus, cenyida de blau, pantalons blaus fins al genoll, calces blanques i espardenyes blaves. Al cap porten una diadema daurada.
- Llauradors. Representa el gremi de Llauradors.

18 dansants, 9 xiquets i 9 xiquetes. Els xiquets porten un barret cònic de vellut negre, camisa coberta amb jupetí de seda blanca, saragüells blaus foscos de ras, faixa d'estam blava nugada a un costat, calces calades blanques i espardenyes amb vetes blaves nugades per la cama. I les xiquetes porten faldetes de demàs i cossets de color blau amb cinturó ample, mantó de Manila, calces blanques calades i sabates blaves. Toquen castanyetes.
- Teixidors. Representa el gremi de teixidors.

Són 8 xiquets i el “barrero”, que és qui porta la barra de les cintes. Els balladors disposats en dues fileres vesteixen barret negre de casquet rodó, casaca de vellut roig amb pitet blanc cenyit de blau, pantalons blaus fins al genoll, calces blanques i sabates blaves. El “barrero” porta casaca ocre i capa curta de vellut roig.
- Gitanetes. Originària del barri de Soldevila, ara representa el gremi de la Joventut.

Són vuit xiquetes vestides amb faldons, mantó de Manila i davantal curt, en dues fileres, que ballen amb les castanyetes al voltant d'una barra sostinguda per un xic, creuant unes cintes de colors.
- Corroquina. Perduda fa anys, des del LII Sexenni representa el gremi de la Gent Gran.

Joves vestits de morellana i morellà dansen acompanyats de rondalla i veus.
- Esquiladors. No surt des de 1922.[14]

### Carrers ornamentats
És tradicional l'ornament d'aquells carrers per on la imatge de la Verge fa el seu recorregut. Les flors i elements vegetals li donaven solemnitat als actes, però al llarg del temps s'han modernitzat i comencen a utilitzar-se altres materials. Les garlandes de paper foren el primer material no natural utilitzat. Al llarg del segle XX s'intruduiren les grans carcasses i entarimats simulant grans balconades o portals i arcs que creuen les voreres convertint-se en objectes habituals del Sexenni.
Destaquen els tapissos de paper rissat i les flors elaborades amb paper, que converteixen als carrers engalanats de Morella en autèntiques joies de l'art decoratiu popular.

### Convents
Són escenaris teatrals simulant façanes d'església, on xiquetes i xiquets vestits amb hàbit religiós canten a la Verge al seu pas pels carrers de Morella, són expressions devotes fetes pels veïns.

### Taula cap per avall
És una curiosa composició gastronòmica ubicada en la plaça dels Tarrascons en virtut de la qual es penja cap per avall una taula amb tot el seu servei amb aliments i beguda de veritat durant tots els dies del novenari.

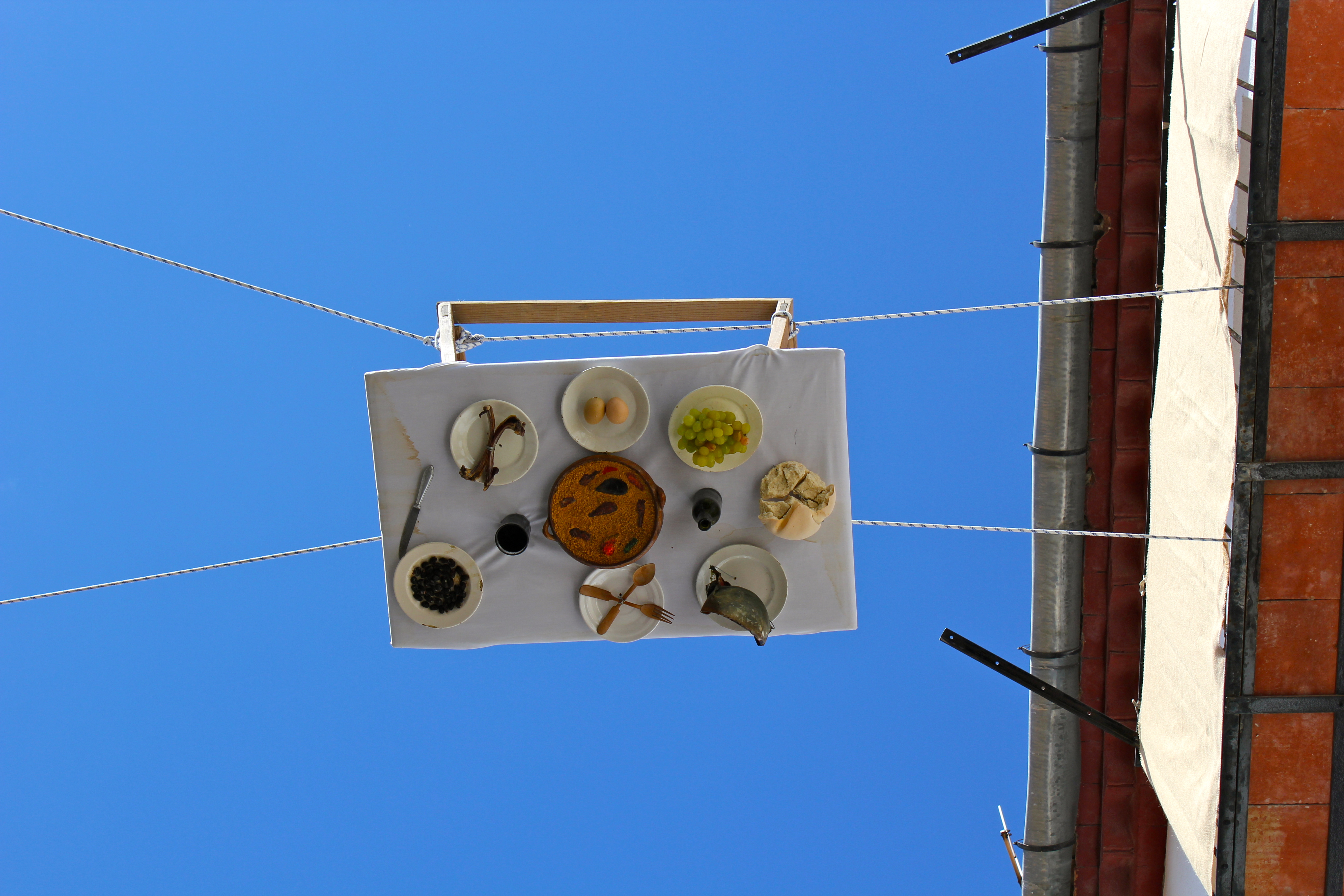
Taula cap per avall. LIII Sexenni (2012)

### Els Volantins
Al pas de la processó i dels retaules, en la part baixa del Carrer de la Font, volten tres ninotets representant un home i dues dones amb vestit tradicional, lligats a un pal.